# Tamaudun
Tamaudun (japonsky: 玉陵) je mauzoleum ve městě Naha na ostrově Okinawa, Japonsko. Roku 1501 ho nechal postavit, pro královskou rodinu, král Šó Šin (třetí král druhé dynastie Šó). Mauzoleum má tři oddělení postavená ve směru osy východ-západ. Králové a královny jsou uloženi v nejvýchodnějším oddělení a princové a zbytek královské rodiny v západních odděleních.
Šísá (kamenní lvi) střežící hrobku jsou příkladem rjúkjúských kamenných soch.
Tamaudun bylo v roce 2000, společně s dalšími památkami v prefektuře Okinawa, zapsáno na Seznam světového dědictví UNESCO pod názvem Gusuku a související památky na Království Rjúkjú.